# Minh Đức, Thủy Nguyên
Minh Đức là một phường cũ từng thuộc thành phố Thủy Nguyên, thành phố Hải Phòng, Việt Nam.

## Địa lý
Phường Minh Đức nằm ở phía đông thành phố Thủy Nguyên, có vị trí địa lý:
- Phía đông giáp tỉnh Quảng Ninh
- Phía tây và phía bắc giáp xã Bạch Đằng
- Phía nam giáp phường Phạm Ngũ Lão và phường Tam Hưng.

Phường Minh Đức có diện tích 16,12 km², dân số năm 2023 là 13.539 người, mật độ dân số đạt 839 người/km².

## Hành chính
Phường Minh Đức được chia thành 9 tổ dân phố: Bạch Đằng, Chiến Thắng, Đà Nẵng, Hoàng Tôn, Quyết Hùng, Quyết Tâm, Quyết Thành, Quyết Thắng, Quyết Tiến.

## Lịch sử
Trước năm 1945, 3 xã: Dưỡng Động, Tràng Kênh, Gia Đức thuộc tổng Dưỡng Động.
Sau năm 1945, thành lập xã Minh Tân trên cơ sở tổng Dưỡng Động.
Cuối năm 1956, thành lập xã Minh Đức trên cơ sở thôn Tràng Kênh và thôn Gia Đức thuộc xã Minh Tân.
Năm 1958, xã Minh Đức thuộc huyện Thủy Nguyên, thành phố Hải Phòng.
Ngày 27 tháng 10 năm 1962, Quốc hội ban hành Nghị quyết về việc sáp nhập tỉnh Kiến An vào thành phố Hải Phòng. Khi đó, xã Minh Đức thuộc huyện Thủy Nguyên, thành phố Hải Phòng.
Ngày 18 tháng 3 năm 1986, Hội đồng Bộ trưởng ban hành Quyết định số 23-HĐBT về việc thành lập thị trấn Minh Đức – thị trấn công nghiệp trên cơ sở toàn bộ 1.354,63 ha diện tích tự nhiên và 12.032 nhân khẩu của xã Minh Đức.
Năm 2010, thị trấn Minh Đức có 12 tổ dân phố: Bạch Đằng, Chiến Thắng, Đà Nẵng, Hoàng Long, Hoàng Tôn, Phượng Hoàng, Quyết Hùng, Quyết Tâm, Quyết Thành, Quyết Thắng, Quyết Tiến, Thắng Lợi.
Ngày 20 tháng 7 năm 2022, HĐND TP. Hải Phòng ban hành Nghị quyết số 26/NQ-HĐND về việc:
- Sáp một phần của tổ dân phố Hoàng Long và một phần của tổ dân phố Hoàng Tôn vào tổ dân phố Đà Nẵng.
- Sáp nhập một phần của tổ dân phố Hoàng Long vào tổ dân phố Quyết Thắng.
- Sáp nhập tổ dân phố Phượng Hoàng vào một phần tổ dân phố Hoàng Tôn.
- Sáp nhập tổ dân phố Thắng Lợi vào tổ dân phố Chiến Thắng.

Ngày 24 tháng 10 năm 2024, Ủy ban Thường vụ Quốc hội ban hành Nghị quyết số 1232/NQ-UBTVQH15 về việc sắp xếp đơn vị hành chính cấp huyện, cấp xã của thành phố Hải Phòng giai đoạn 2023 – 2025 (nghị quyết có hiệu lực từ ngày 1 tháng 1 năm 2025). Theo đó, thành lập phường Minh Đức thuộc thành phố Thủy Nguyên trên cơ sở toàn bộ 16,12 km² diện tích tự nhiên và quy mô dân số là 13.539 người của thị trấn Minh Đức.
Ngày 16 tháng 6 năm 2025, Ủy ban Thường vụ Quốc hội ban hành nghị quyết sắp xếp đơn vị hành chính cấp xã của thành phố Hải Phòng năm 2025. Theo đó, sắp xếp toàn bộ diện tích tự nhiên, quy mô dân số của phường Minh Đức và xã Bạch Đằng (thành phố Thủy Nguyên), phường Phạm Ngũ Lão thành phường mới có tên gọi là phường Bạch Đằng.